# Hudilaran (Aissirimou)
Hudilaran (Hudi Laran) ist eine osttimoresische Aldeia im Suco Aissirimou (Verwaltungsamt Aileu, Gemeinde Aileu). 2015 lebten in der Aldeia 733 Menschen. Der Name „Hudilaran“ stammt aus der Landessprache Tetum und bedeutet „Bananenhain“.

## Geographie
Hudilaran bildet die Südspitze des in die Länge gezogenen Sucos Aissirimou. Nördlich befinden sich die Aldeias Aituhularan und Bercati. Im Westen liegt der Suco Seloi Malere, im Osten und Süden, jenseits des Mumdonihun, der Suco Fahiria. Der Mumdonihun ist ein Nebenfluss des Nördlichen Laclós. Ein kleines Flüsschen trennt Hudilaran im Westen auch vom Zentrum der Gemeindehauptstadt Aileu. Ihr östlicher Stadtteil Aissirimou nimmt den Großteil der Aldeia Hudilaran ein.

## Einrichtungen
In Aileus Stadtteil Aissirimou befinden sich die Sitze der Gemeindeverwaltung Aileu und des Verwaltungsamtes Aileu sowie die Polizeistation Aissirimou. Die Direcção-Geral de Estatística hat hier eine Zweigstelle, daneben befindet sich das kommunale Gesundheitszentrum Aileu. Weiter östlich befindet sich das Denkmal für Nicolau Lobato. Es wurde am 27. November 2014 eingeweiht.

## Politik
2023 wurde Antonio Bonaparte zum Chefe de Aldeia gewählt.